# Christopher Bazerque
Christopher Bazerque (né le 31 mars 1987) est un footballeur international mauricien évoluant au poste de défenseur.

## Biographie

### En club
En 2007, il intègre l'équipe professionnel de la Petite Rivière Noire SC. Il ne met qu'une saison pour se faire remarquer et intégrer l'équipe national de Maurice. Lors de sa première saison, il remporte la Coupe de Maurice de football après une victoire sur l'AS Port-Louis 2000 2-0.
En 2010, le club de la Petite Rivière Noire réalise une bonne saison, battant sur des scores de 7-0 le club de l'US Beau-Bassin/Rose Hill le 30 octobre 2010 et de 7-1 le Pointe-aux-Sables Mates. Néanmoins, le club finit troisième du championnat mais est la meilleure attaque de la saison avec 52 buts.